# Leopold Páleníček
Leopold "Polda" Páleníček, zasloužilý mistr sportu (* 16. srpna 1941, Uherské Hradiště) je český horolezec 60. a 70. let 20. století.
Na pískovcových skalách vytvořil 104 prvovýstupů, např. Ptačí cesta na Kobylu a Údolní cesta na Krakonoše v Prachovských skalách, Linka důvěry na Milence v Adršpachu. Ve Vysokých Tatrách 65 prvovýstupů (25 v zimě, 30 prvních zimních výstupů), například Chrudimská cesta v severní stěně Malého Kežmarského štítu (1966), Černý pilíř v severní stěně Javorového štítu (1970), Komín návratů do Rígľového sedla (zima 1972), Titanová pasca v severní stěně Rohového hřebene (1973), Posledný dostih v severní stěně Velké Javorové věže.
Vytvářel nové cesty i v jiných pohořích - 25 výstupů a několik prvovýstupů ve východoevropských pohořích Rila, Pirin, Prokletije, Julské Alpy. 20 významných výstupů v Dolomitech: cesta Phlilipp- Flamm na Punta Tissi, Carlesso - Menti na Torre di Valgrande (1968), Cassinova cesta na Cimu Ovest (1969), Diretissima na Cimu Grande, Scheffler - Uhner v jižní stěně Marmolady. V západních Alpách vykonal prvovýstupy na Dent Blanche a v Z stěně Matterhornu.
Na Kavkaze Sněsarevova cesta na Čatyntau (1971), Severní stěna Krumkolu a prvovýstup na Mižirgi (1975). V Yosemitech 1. zimní výstup Salathé Wall na El Capitana (1974), výstupy v Africe (Ahaggar, 6 prvovýstupů), Sinaji (1981, 8 prvovýstupů)
Výškové výstupy: Pamir, Štít Ismaela Samáního - Žebro Burevestnika (1972), v Hindúkuši výstup na všechny čtyři vrcholy Nošaku, prvovýstup J stěnou Gumbaz-e-Safed a Štít československo-afghánského přátelství (1974), v horách Peru a Bolívie 6 výstupů a 1 prvovýstup, v Garhwalském Himálaji prvovýstup Z hranou Bhagírathi III (1979), účastník expedic na Makalu (1973, 1976) a Lhoce Šar (1984).
Polda Páleníček je znám velmi přísnou klasifikací svých cest. Jeho velká skromnost ho v době uzavřené klasifikace do stupně VI, který měl být vrcholem lidských možností, vedla k tomu, že své nejtěžší cesty klasifikoval maximálně stupněm V+. Na Páleníčkově tatranské IV+ si zalezete více, než na klasické VI od Stanislawského. Podobně tvrdou klasifikaci mají i jeho cesty na pískovcových věžích, což reflektují i jiní autoři. Například jedna cesta klasifikace VII v Adršpachu se jmenuje Poldova pětka. Leopold Páleníček je i v pokročilém věku velmi horolezecky aktivní. Ve svých 66 letech vystoupil Palavicciniho kuloárem na Grossglockner, v 69 letech zmařilo počasí výstup na Eiger hřebenem Mitteleggi.